# Голсон, Бенни
Бенни Голсон (англ. Benny Golson; 25 января 1929, Филадельфия — 21 сентября 2024, Манхэттен) — американский джазмен-тенор-саксофонист, композитор и аранжировщик.

## Биография
Несмотря на трудные времена, вызванные Великой депрессией, его мать имела пианино, которое вдохновило Голсона взяться за инструмент в возрасте девяти лет. Он мечтал стать пианистом. Послушав концерт Лайонела Хэмптона с участием саксофониста Арнетта Кобба в Earl Theater в Филадельфии, 14-летний Голсон выбрал для себя направление — джаз и саксофон.
Во время обучения в старшей школе в Филадельфии (штат Пенсильвания) Голсон играл вместе с другими подающими надежды молодыми музыкантами, такими как Джон Колтрейн, Ред Гарланд, Джимми Хэс, Перси Хэс, Филли Джо Джонс и Ред Радни. Не окончив Университет Говарда Голсон присоединился к ритм-н-блюз бэнду Балла Муза Джексона, в котором в то время играл Тэд Демерон, оказавший, по признанию самого Голсона, наибольшее влияние на его творчество.
Голсон и его друг, саксофонист и будущий джазовый виртуоз Джон Колтрейн, впитывали в себя из записей и живых выступлений стили великих саксофонистов дня: Лестера Янга, Дон Байаса, а также пионера би-бопа Чарли Паркера на концерте в Академии музыки Филадельфии в 1945 году. «После того как мы послушали концерт в ту ночь, наша жизнь изменилась, — рассказывал Голсон Pittsburgh Post-Gazette. — Это было эпохально, что происходило тогда». Голсон начал развивать индивидуальный стиль саксофона, который сочетал тепло и текучесть старых музыкантов с элементами гармонической авантюрности Паркера.
В период с 1953 по 1959 годы Голсон сменил несколько коллективов, успев поиграть в бэндах Лайонела Хэмптона, Джонни Ходжеса, Эрла Боустика, Диззи Гиллеспи и ансамбле Арта Блейки Jazz Messengers. Играя в ансамбле Лайонела Хэмптона в нью-йоркском театре Аполло в Гарлеме в 1956 году, Голсон подружился в известным трубачом Клиффордом Брауном. В том же году Браун погиб в автокатастрофе, Голсон под впечатлением этой трагической утраты написал песню в память о друге «I Remember Clifford», ставшую одной из наиболее узнаваемых его песен. Помимо неё, Бенни сочинил несколько других композиций, вошедших в золотые фонды джаза и позже исполнявшиеся множеством музыкантов — «Stablemates», «Killer Joe», «Whisper Not», «Along Came Betty» и «Are You Real?».
С 1959 по 1962 год он вместе с Артом Фармером возглавлял ансамбль The Jazztet, после чего покинул коллектив и сосредоточился на студийной и оркестровой работе, которой занимался на протяжении дальнейших 12-ти лет. За это время он сочинял узнаваемые музыкальные заставки к телепередачам и фильмам, в том числе Ironside, Room 222, M*A*S*H, Семья Партриджей и телешоу Mission: Impossible. В середине 1970-х годов Голсон возвратился в исполнительский джаз. В 1983 году он вновь собрал The Jazztet.
В журнале Awake! от 8 октября 1980 года, была опубликована биография Бенни Голсона, в которой он рассказал, что с конца 1960-х годов стал Свидетелем Иеговы.
В 1995 году Голсон удостоен премии NEA Jazz Masters Award Национального фонда Искусств.
В 2004 году Голсон снялся в эпизодической роли самого себя, в фильме «Терминал» (эпизод о съёмке Великого дня в Гарлеме).
В октябре 2007 года Голсон получил премию Mellon Living Legend Legacy Award, присуждаемую Среднеатлантическим фондом искусств на церемонии в Кеннеди-центре.
Он записал более 30 альбомов для многих звукозаписывающих компаний в Соединённых Штатах и Европе под своим собственным именем и бесчисленное множество с другими крупными артистами. Автор более 300 композиций.

### Смерть
Голсон умер в своём доме на Манхэттене, штат Нью-Йорк, 21 сентября 2024 года в возрасте 95 лет.

## Дискография
```

```

| - Benny Golson’s New York Scene (Fantasy Records, 1957) - The Modern Touch (Riverside Records, 1957) - And The Philadelphians (United Artists, 1958) - The Other Side of Benny Golson (Riverside, 1958) - Groovin' with Golson (Fantasy Records, 1959) - Gone with Golson (Original Jazz Classics, 1959) - Gettin' with It (Original Jazz Classics, 1959) - Meet the Jazztet (Geffen, 1960) - Pop + Jazz = Swing (Audio Fidelity, 1961) - Just Jazz! (Audio Fidelity, 1961) - Another Git Together Art Farmer-Benny Golson Jazztet (Mercury Records, 1962) - Free (Argo, 1962) - Stockholm Sojourn (Original Jazz Classics, 1964) - Up, Jumped Spring (LRC Ltd., 1990) - Up Jumped Benny (Arkadia Jazz, 1997) - Tenor Legacy (Arkadia Jazz, 1998) - Tune in Turn on to the Hippest Commercials of the Sixties (Verve Records, 1999) - That’s Funky (Arkadia Jazz, 2000) - One Day Forever (Arkadia Jazz, 2001) - Terminal 1 (Concord Records, 2004) - Turning Point (Verve Records, 2005) - The Masquerade Is Over (Azzurra Music, 2005) - The Many Moods of Benny Golson (Arkadia Jazz, 2007) - Take a Number From 1 to 10 (Verve Records, 2007) - Three Little Words (Synergie OMG, 2007) - New Time, New 'Tet (Concord Records, 2009) - Horizon Ahead (OA2 Records, 2016) | С Артом Блейки - Moanin' (1958) С Диззи Гиллеспи - Rhythmstick (1990) С Блу Митчеллом - Out of the Blue (1959) В составе Arkadia Jazz All Stars - Thank You, Duke! С Сарой Вон - Sassy Swings Again (1967) |